# Manuel Pertegaz Ibáñez
Manuel Pertegaz Ibáñez (Olba, Aragó, 18 de maig de 1917 o 1918 - Barcelona, 30 d'agost de 2014) fou un dissenyador de moda d'origen aragonès.

## Biografia
Va néixer a Olba, població aragonesa situada a la comarca de Gúdar-Javalambre de la província de Terol. Als deu anys es va traslladar a viure amb la seva família a Barcelona i el 1930 va abandonar el col·legi per a començar a treballar en una sastreria.

## Inicis professionals
La seva carrera va ser meteòrica i amb tan sols 25 anys va obrir la seva primera casa de moda d'alta costura en un entresòl de l'avinguda Diagonal de Barcelona el 1942. El 1948 obrí la seva primera botiga a Madrid i feu un viatge a París. Va començar a ser conegut internacionalment quan va marxar als Estats Units d'Amèrica l'any 1954, al costat de Valentino, Pierre Cardin, Emilio Tucci, Pierre Balmain i les germanes Fontana, entre d'altres. Presentà la seva col·lecció a ciutats com Nova York, Boston, Atlanta i Filadèlfia, i fou guardonat per la Universitat Harvard amb un premi especial pels seus dissenys i considerats un dels premis més importants del sector.

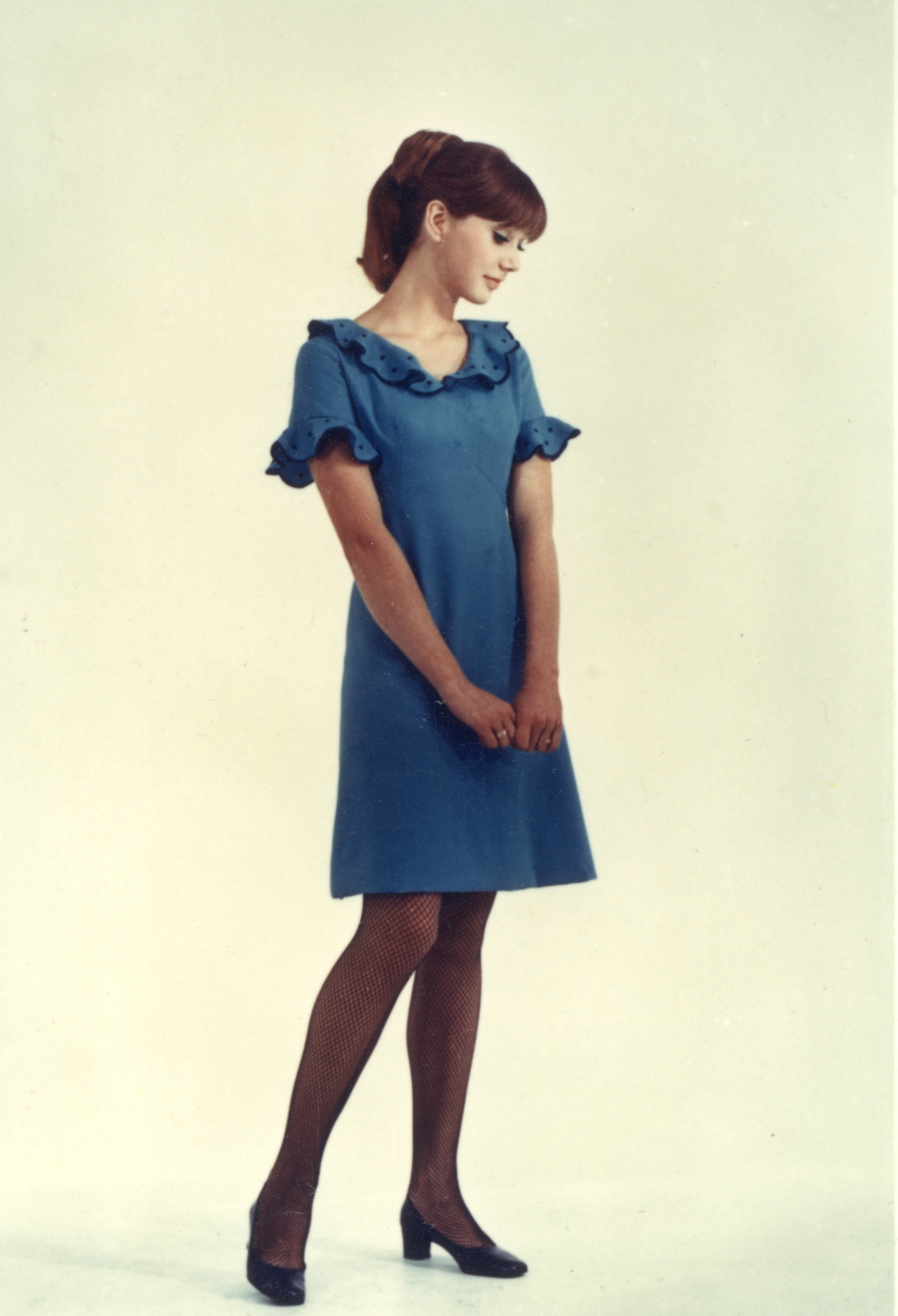
Disseny de Pertegaz per a auxiliar de vol d'Iberia, 1968

## Ascens
El 1957 el dissenyador Christian Dior va morir sobtadament d'un atac al cor i Pertegaz es va convertir en un dels seus possibles successors a la seva empresa, oferiment que finalment declinà.
El 1958 va rebre la Medalla d'Or del Caire, el 1964 assistí a la Fira Universal de Nova York i l'any següent dissenyà el perfum "Diagonal", el primer perfum signat per un modista espanyol amb projecció mundial. El 1966 va rebre la Medalla d'Or de Ciutat de Mèxic i el 1968 inaugurà la primera de les seves cinc boutiques a Espanya. Cap a la meitat de la dècada del 1960 en els seus Tallers de Barcelona i Madrid hi treballaven 700 persones. Fou nomenat Comendador de la Real Orde d'Isabel la Catòlica i "Amic" de la Ciutat de Barcelona. El 1970 s'imposà el Prêt-à-porter i Pertegaz realitzà la seva primera col·lecció. L'any 1975 creà el perfum "Muy Pertegaz", però va decidir tancar els seus salons de Madrid i concentrar totes les seves línies de moda a Barcelona.
Col·laborador en els Jocs Olímpics de Barcelona l'any 1992, el 1993 rebé la Medalla d'Or de la Universitat Complutense de Madrid i el 1994 la Medalla del Foment de les Arts Decoratives. El 1997 creà la seva primera col·lecció per a home i l'any següent tancà la desfilada de moda que, amb motiu del dia d'Espanya, es presentà a l'Exposició Universal de Lisboa. El mateix any rebé la Medalla d'Or al Mèrit Artístic de l'Ajuntament de Barcelona, el 1999 la Medalla d'Or Antoni Gaudí i la Medalla d'Or al Mèrit en les Belles Arts.
L'any 2004 se li reté un homenatge mitjançant l'exposició retrospectiva realitzada al Museu Reina Sofia de Madrid i confeccionà el vestit de núvia de la princesa Letízia d'Astúries. Aquell mateix any va rebre l'Agulla d'Or honorífica –el més prestigiós guardó de la moda espanyola–, juntament amb l'italià Valentino, i es va celebrar una Exposició retrospectiva al Palau Robert de Barcelona. El 2005 li fou concedida per la Generalitat de Catalunya la Creu de Sant Jordi. Morí el 2014 d'un refredat mal guarit que es complicà per l'edat, i fou sebollit a Sant Pere de Riu (Tordera), on tenia el mas Sant Jaume i passava molt de temps.

## Estil
Va ser el primer espanyol que va dur els seus vestits fins a la luxosa i elitista Cinquena Avinguda de Nova York. A finals de la dècada del 1960 va intuir que la moda anava a sofrir un canvi, d'aquí la seva fama de precursor. Alguna cosa el va ajudar veure el musical Hair:
| « | Vaig veure aquest musical i vaig comprendre que alguna cosa diferent estava a punt de començar. Naixia la moda jove, el "Prêt-à-porter", la moda del carrer. | » |

També el cinema l'influí notablement; per exemple, va percebre que la pel·lícula Bonnie and Clyde (1967) va crear una moda peculiar, i en la qual també va decidir participar.
| « | [el cinema influeix en la moda] potser més que altres arts, encara que en pintura sempre m'han interessat les avantguardes. En aquella època tenia els meus mites de la pantalla gran: Greta Garbo, Joan Crawford, Katharine Hepburn, eren dones que m'encantaven; la seva manera de moure's, la seva personalitat, la seva forma d'actuar d'una elegància molt seductora. | » |

Entre les moltes clientes que va tenir al llarg de la seva carrera cal destacar, actrius com Paulette Godard, Ava Gardner, Audrey Hepburn, Marisa Berenson, i personalitats com Carmen Polo (esposa de Francisco Franco), Jacqueline Kennedy, Aline de Romanones, Sofia de Grècia o Bibis Salisachs.
La Col·lecció tèxtil Antoni de Montpalau té una bona representació dels seus vestits, barrets i sabates, de 1945 a 1990.